# Семенівка (Керченський район)
Семе́нівка (до 1948 — Кіте́н, крим. Kiten) — село Керченського району Автономної Республіки Крим.
Відстань від райцентру до населеного пункта становить 55 кілометрів по прямій.

## Історія
Утворено у 1850 році.
Після депортації кримських татар 1944 року, 18 травня 1948 року, село Кітен (Кітень-Татарський) та колонію Кітень-Російський Указом Президії Верховної Ради РРФСР від об'єднали та перейменували на Семенівку.

## Інфраструктура
На території села розташовані пансіонати «Азов», «Русалочка», «Будівельник», «Хвиля Азова».
Працюють фельдшерсько-акушерський пункт, Магазин Ленінської райспоживспілки, кафе.